# Gare de Valladolid-La Esperanza
Ne doit pas être confondu avec Gare de Valladolid-Campo de Béjar ou Gare de Valladolid-Campo Grande.
La gare de Valladolid-La Esperanza est une gare ferroviaire de la ville de Valladolid.

## Histoire
La gare est fermée au trafic voyageurs le 1er janvier 1985, mais a continué à fonctionner pour le trafic de marchandises.
Depuis 2007, 4 tronçons ont été électrifiées pour combler la pénurie de voie dans la Gare de Valladolid-Campo Grande, en raison des travaux pour l'accueil des voies UIC pour la LGV Madrid-Segovie-Valladolid.

## La gare aujourd'hui
C'est une gare marchandises qui sert à l'acheminement des véhicules de la société Renault.